# Нью-Вестмінстерська єпархія УГКЦ
Нью-Вестмінстерська єпархія (англ. Ukrainian Catholic Eparchy of New Westminster) — єпархія Української греко-католицької церкви, яка входить до складу Вінніпезької митрополії. Єпархію засновано 27 червня 1974. 24 серпня 2023 єпархом призначено Михаїла Квятковського. Юрисдикція єпархії поширюється на Британську Колумбію, Юкон, Північно-західні території і Нунавут.

## Список Єпархів
- Михаїл Квятковський (з 2023)
  - Давид Мотюк (апостольський адміністратор 2020—2023)
- Кеннет Новаківський (2007—2020)
- Северіян Якимишин (1995—2007)
- Єронім Химій (1974—1992)

## Список парафій
Список неповний
| Назва                      | Місто           | Роки спорудження | Адреса                                       | Фото | Короткі відомості |
| Собор Пресвятої Євхаристії | Нью-Вестмінстер |                  | 501-4th Avenue, New Westminster, BC, V3L 1P3 |      |                   |